# Astronomie

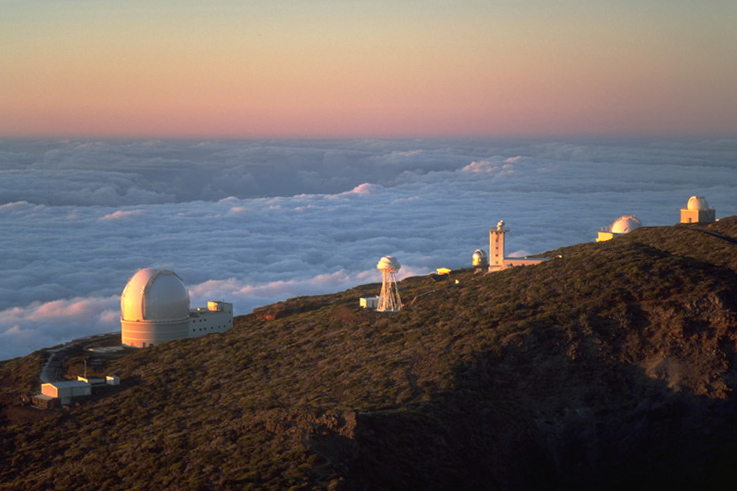
Sternwarte auf La Palma, das astronomische Observatorium am Roque de los Muchachos

Die Astronomie (altgriechisch ἀστρονομία astronomía; von ἄστρον ástron ‚Stern‘ und νόμος nómos ‚Gesetz‘) oder Sternkunde ist die Wissenschaft der Gestirne. Sie erforscht mit naturwissenschaftlichen Mitteln die Positionen, Bewegungen und Eigenschaften der Objekte im Universum, also der Himmelskörper (Planeten, Monde, Asteroiden, Sterne einschließlich der Sonne, Sternhaufen, Galaxien und Galaxienhaufen), der interstellaren Materie und der im Weltall auftretenden Strahlung. Darüber hinaus strebt sie nach einem Verständnis des Universums als Ganzes, seiner Entstehung und seines Aufbaus.
Obwohl die Astronomie nur an wenigen Schulen ein Unterrichtsfach ist, finden ihre Forschungsergebnisse in der Öffentlichkeit viel Interesse; als Amateurastronomie ist sie ein verbreitetes Hobby. Dies hängt einerseits mit dem „erhebenden“ Eindruck zusammen, den der Sternhimmel auch bei freisichtiger Beobachtung macht, andererseits mit ihrer thematischen Vielfalt, der Berührung philosophischer Fragen und der Verbindung zur Raumfahrt.
Im Gegensatz zu früheren Zeiten wird die Astronomie als Naturwissenschaft heute streng abgegrenzt von der Astrologie, die aus Stellung und Lauf der Gestirne auf irdische Geschehnisse schließen will. Die Abgrenzung erfolgt auch, da die Astrologie eine Pseudowissenschaft ist – während die Astronomie auf empirischer Basis die Beschaffenheit, Bewegungen und Beziehungen von Himmelskörpern untersucht. Dennoch werden, wohl wegen der Ähnlichkeit beider Bezeichnungen, Astrologie und Astronomie von Laien nicht selten verwechselt.
An den Universitäten wurde die Astronomie um etwa 1800 zu einer eigenen Studienrichtung, wird heute aber oft dem Physikstudium zugeordnet. In der deutschen Hochschulpolitik wird sie seit 2018 gemeinsam mit der Astrophysik nicht mehr als Kleines Fach, sondern als mittelgroßes Fach eingestuft.

## Geschichte

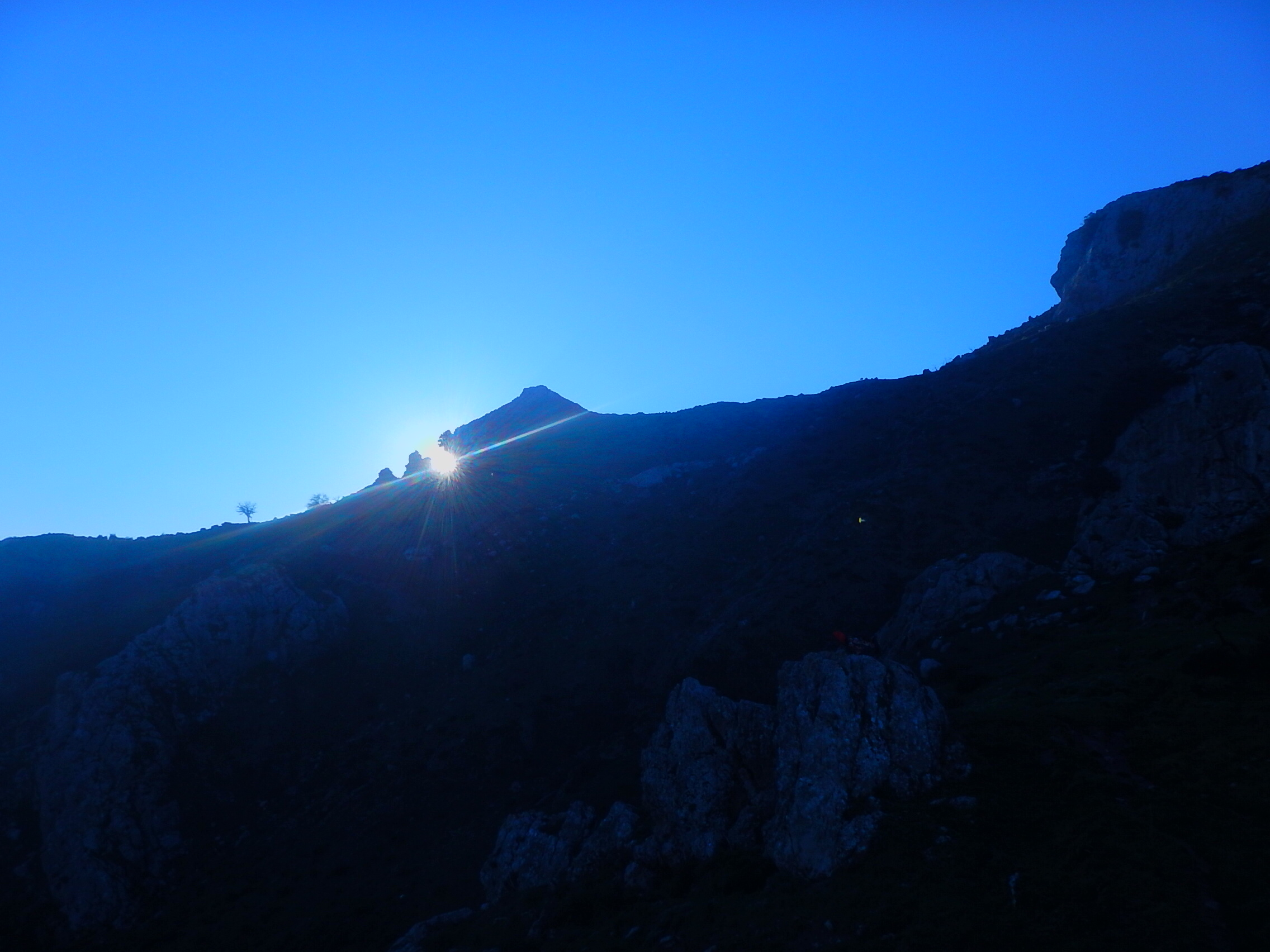
Tagundnachtgleiche von der prähistorischen Stätte bei Pizzo Vento bei Fondachelli-Fantina, Sizilien

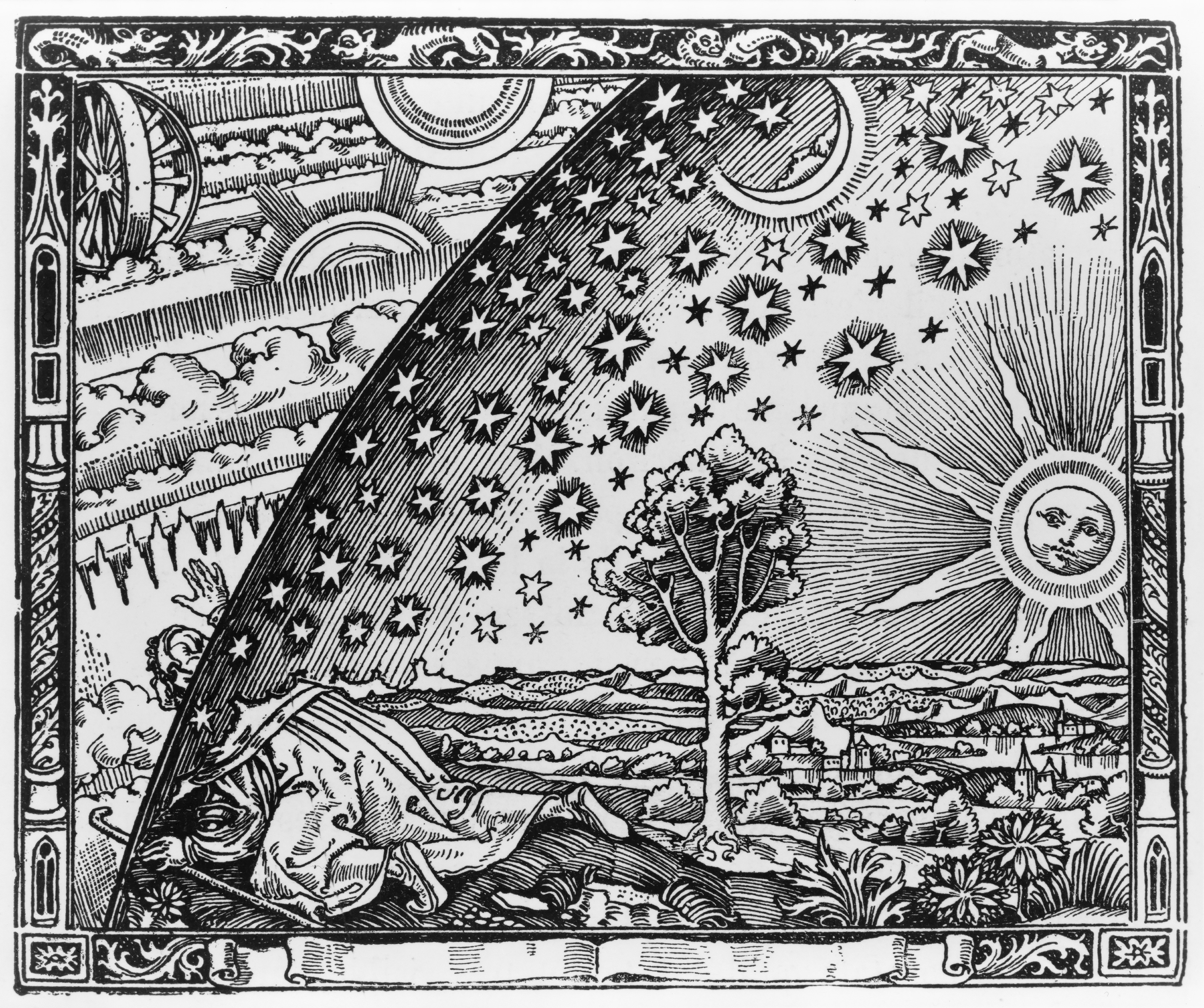
Flammarions Holzstich wurde oft für eine authentische Darstellung eines mittelalterlichen Weltbildes gehalten (Illustration in Camille Flammarion: La forme du ciel, Paris 1888)

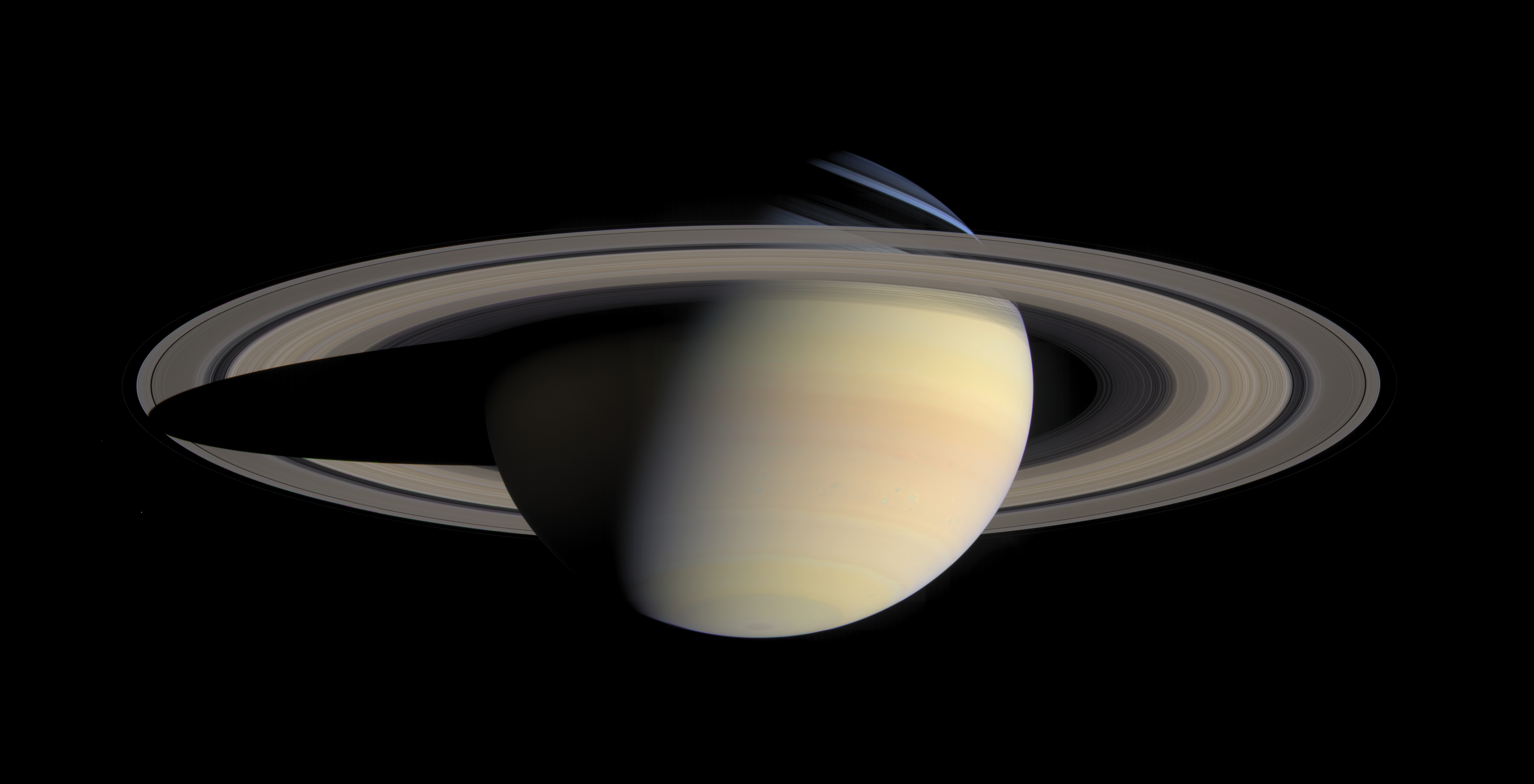
Planet Saturn, Aufnahme der Raumsonde Cassini 2004

Die Astronomie gilt als eine der ältesten Wissenschaften. Ihre Anfänge liegen im Nachdenken über die Himmelserscheinungen, in der kultischen Verehrung der Gestirne und im Erarbeiten von Kalender bzw. Zeitbestimmung. In einem jahrtausendelangen Prozess – besonders gut erkennbar in der Himmelskunde Mesopotamiens und Griechenlands – trennten sich zunächst Astronomie und („Natur“)-Religion, später Astronomie und Meteorologie, in der Frühmoderne dann Astronomie und Astrologie. Wesentliche Meilensteine für unser Wissen über das Weltall waren die Erfindung des Fernrohrs vor etwa 400 Jahren, das die kopernikanische Wende  vollendete, sowie später im 19. Jahrhundert die Einführung der Fotografie und Spektroskopie.
Seit den 1960er-Jahren haben Astronomen mit der unbemannten und bemannten Raumfahrt die Möglichkeit, die Erdatmosphäre zu überwinden und ohne ihre Einschränkungen zu beobachten – also ohne Luftunruhe und in allen Bereichen des elektromagnetischen Spektrums. Dazu kommt erstmals die Möglichkeit, die untersuchten Objekte direkt zu besuchen und dort andere als nur rein beobachtende Messungen durchzuführen. Parallel dazu werden immer größere Teleskope für bodengebundene Beobachtungen gebaut.

## Fachgebiete

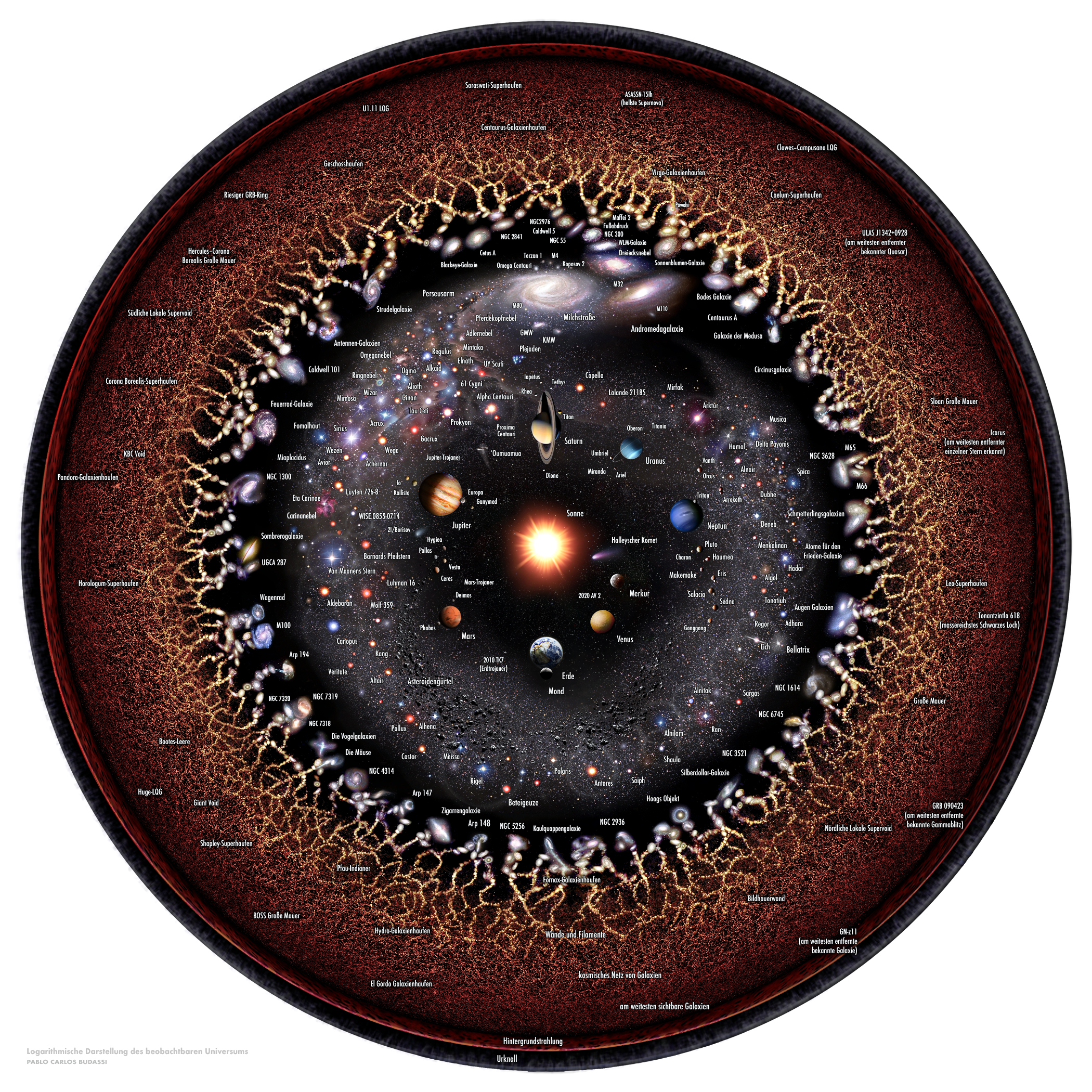
Eine Darstellung des beobachtbaren Universums mit Bildern mehrerer Teleskope

Die astronomische Wissenschaft gliedert sich nach den untersuchten Objekten und der Art der Forschung, die entweder theoretischer oder beobachtender Natur ist. Zu den wichtigsten grundlegenden Fachgebieten zählen die beobachtende Astronomie, die Astrophysik, die Astrometrie und die Himmelsmechanik. Die theoretische Astronomie hingegen entwickelt analytische und numerisch-physikalische Modelle zur Beschreibung von Himmelskörpern und kosmischen Phänomenen.
Die bedeutendsten Untersuchungsgebiete der Astronomie umfassen:
- die Physik des Sonnensystems – insbesondere die Sonnenphysik, die Planetologie und die Meteorastronomie,
- die Erforschung anderer Planetensysteme und von Exoplaneten,
- die Galaktische Astronomie, welche die Milchstraße, ihre Struktur und ihr Zentrum erforscht,
- die Extragalaktische Astronomie, die den Aufbau anderer Galaxien und ihrer aktiven Kerne untersucht, aber auch Gammablitze als die energiereichsten Vorgänge im Universum,
- sowie die relativistische Astrophysik, die sich etwa mit Schwarzen Löchern beschäftigt.
- Die Stellarastronomie untersucht Geburt, Entwicklung und Tod der Sterne, gestützt durch Spektralanalyse und Stellarstatistik.
- Die Kosmologie hat Entwicklung und Struktur des gesamten Universums zum Gegenstand und untersucht mit Hilfe der Quantenphysik das Universum auch im atomaren und subatomaren Bereich,
- während die Kosmogonie die Entstehung des Universums beinhaltet. Letztere kann als Teildisziplin der Kosmologie verstanden werden.

Die Integration vieler Messmethoden bringt es mit sich, dass man die Beobachtende Astronomie immer weniger nach benutzten Wellenlängenbereichen (Radioastronomie, Infrarotastronomie, Visuelle Astronomie, Ultraviolettastronomie, Röntgenastronomie und Gammaastronomie) einteilt, weil die Forschergruppen und (im Idealfall) auch der einzelne Wissenschaftler Informationen aus allen diesen Quellen heranziehen kann.
Die bis etwa 1900 vorherrschenden Methoden der klassischen Astronomie sind weiterhin als Basis für andere Teilgebiete unentbehrlich. Sie erforschen als Positionsastronomie mittels astrometrischer Verfahren, der Himmelsmechanik und Stellarstatistik den Aufbau des Weltalls und katalogisieren die Himmelskörper (v. a. durch Sternkataloge, Bahnbestimmungen und Ephemeriden). Im Gegensatz zu diesen überwiegend geometrischen Verfahren erforscht die Astrophysik mit ihren heute sehr vielfältigen Beobachtungstechniken die Physik der astronomischen Objekte und des ferneren Weltalls. Daneben kann die Raumfahrt als experimentelle Astronomie angesehen werden, und die Kosmologie als theoretische Disziplin.

## Astronomie und andere Wissenschaften

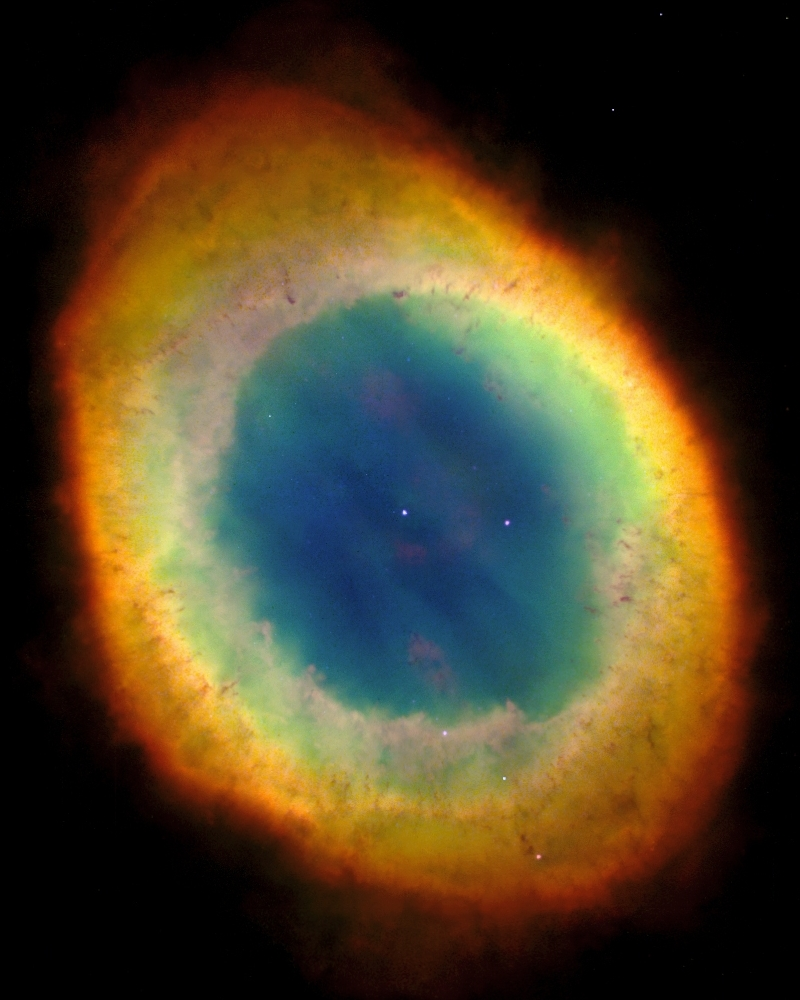
Planetarischer Nebel M57, der Ringnebel im Sternbild Leier

Mit der Astronomie sehr eng verbunden sind die Physik und die Mathematik; die Fachgebiete haben sich vielfach befruchtet und sind auch im Astronomie-Studium als Einheit zu sehen. Das Universum erweist sich in vielen Fällen als Laboratorium der Physik, viele ihrer Theorien können nur in seinen Weiten und an heißen, energiereichen Objekten getestet werden. Nicht zuletzt waren die aufwändigen Berechnungen der Astronomie Triebfeder der modernen numerischen Mathematik und der Datenverarbeitung.
Traditionell ist die Zusammenarbeit der Astronomie mit der Geodäsie (Astrogeodäsie, Orts- und Zeitbestimmung, Bezugsysteme, Navigation), mit der Zeit- und Kalenderrechnung (Astronomische Chronologie) sowie mit der Optik (Entwicklung astronomischer Instrumente und Sensoren). Instrumentell und methodisch sind auch starke Bezüge zur Technik, Raumfahrt und Mathematik gegeben (Messgeräte, Satellitentechnik, Modellierung von Bahnen und Himmelskörpern). Geodätische Methoden werden auch zur Bestimmung des Gravitationsfeldes sowie der Figur anderer Himmelskörper angewandt.
In den letzten Jahrzehnten ist auch die Zusammenarbeit der Astronomie mit der modernen Geologie und der Geophysik immer wichtiger geworden, da sich das Arbeitsgebiet der Geowissenschaften mit Teilen der Planetologie deckt. Die Mineralogie analysiert die Gesteine der Erde mit ähnlichen Methoden wie jene anderer Himmelskörper. Die Kosmochemie als Teil der Chemie untersucht die Entstehung und Verteilung der chemischen Elemente und Verbindungen im Universum und die chemische Evolution, die Astrobiologie die Umstände von Entstehung, Ursprung und Existenz von Leben im Universum.
Des Weiteren kommt es zunehmend zu interdisziplinärer Forschung mit ursprünglich eher geisteswissenschaftlich ausgerichteten Disziplinen der Wissenschaft:
- Die Astronomiegeschichte als Teil der Geschichtswissenschaften untersucht die Geschichte der Astronomie.
- Bauten und Funde aus vor- und frühgeschichtlicher Zeit werden vermehrt in astronomischem Zusammenhang interpretiert (Archäoastronomie).
- Da sich die Astronomie außerdem im Rahmen der Kosmologie mit den Fragen nach der Entstehung, der Entwicklung und dem Ende des Universums beschäftigt, gibt es darüber hinaus Schnittpunkte zu Theologie und Philosophie.

Ein konkretes Beispiel für die Verbindung zwischen Theologie und Astronomie ist die Berechnung des Osterdatums, die über Jahrhunderte hinweg eine zentrale Herausforderung der Kalenderwissenschaft darstellte. Seit dem Erstes Konzil von Nicäa Konzil von Nicäa im Jahr 325 n. Chr. gilt die Regel, Ostern am ersten Sonntag nach dem ersten Frühlingsvollmond zu feiern – eine Festlegung, die präzise astronomische Kenntnisse über Sonnen- und Mondzyklen voraussetzt.
Im Zuge der gregorianischen Kalenderreform von 1582 wurde unter Papst Gregor XIII. eine neue Schaltregel eingeführt, die das Sonnenjahr exakter abbildete. Verantwortlich für die Umsetzung war der Jesuit Christophorus Clavius, der auch als Wegbereiter der späteren Vatikanischen Sternwarte gilt. Diese wurde 1891 unter Papst Leo XIII. gegründet und unterhält heute gemeinsam mit der University of Arizona das Vatican Advanced Technology Telescope (VATT).
Ein weiteres Beispiel für die Verbindung von Astronomie und Mathematik ist die Gaußsche Osterformel, mit der Carl Friedrich Gauß um 1800 eine algorithmische Berechnung des Osterdatums entwickelte – sie findet bis heute Anwendung in kirchlichen und weltlichen Kalenderberechnungen.

## Videos
- Warum betreiben wir Astronomie? aus der Fernseh-Sendereihe alpha-Centauri (ca. 15 Minuten). Erstmals ausgestrahlt am 27. Sep. 1998.
- Quo vadis Astronomie? aus der Fernseh-Sendereihe alpha-Centauri (ca. 15 Minuten). Erstmals ausgestrahlt am 6. Jan. 2002.